# Romolo Staccioli
Romolo Staccioli, també anomenat Ròmul Staccioli o Stacioli, va ser un bronzista italià que es va establir a Barcelona a començaments del segle xx.

## Biografia

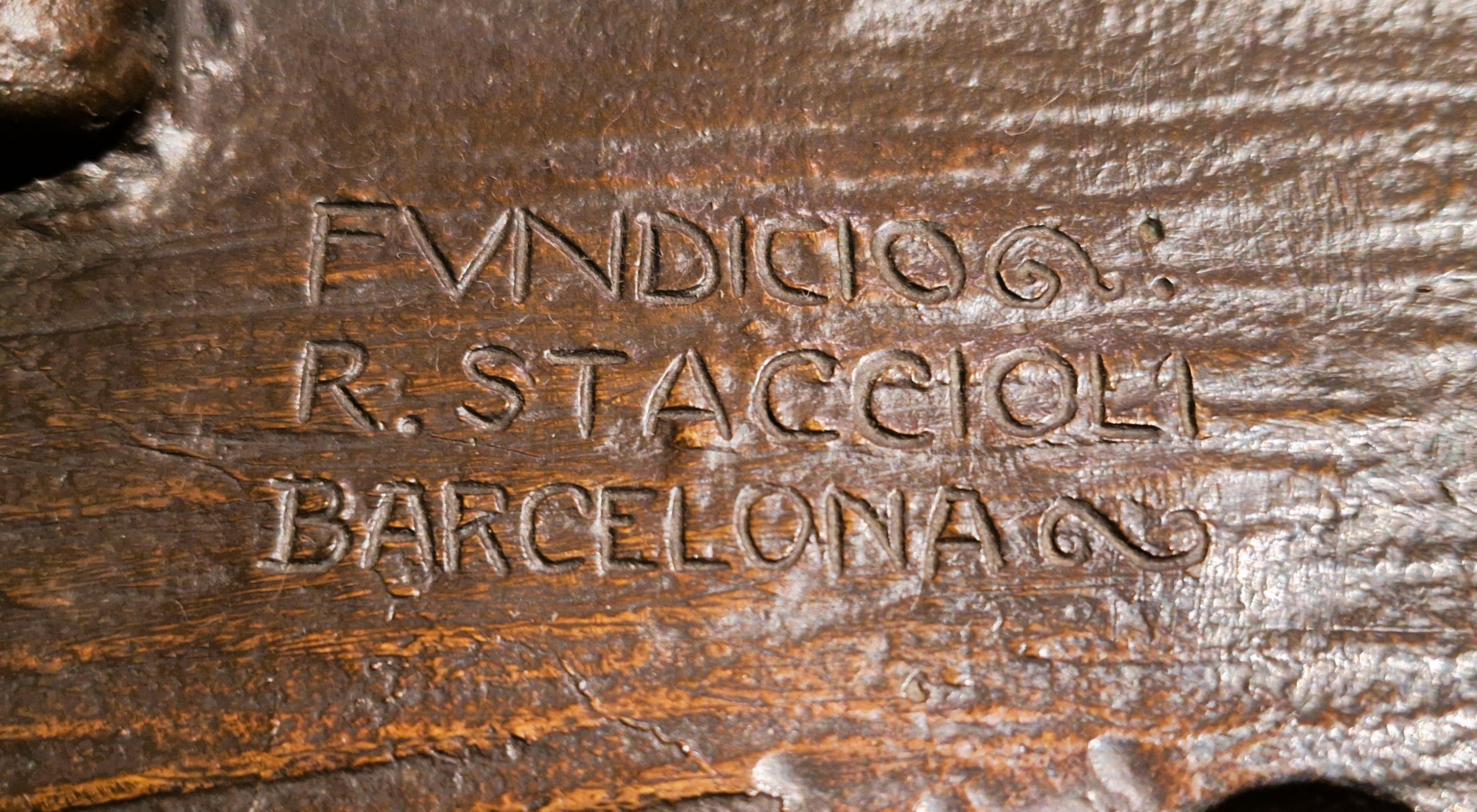
Marca de fonedor de Romolo Staccioli en un relleu de la Cova de Sant Ignasi a Manresa

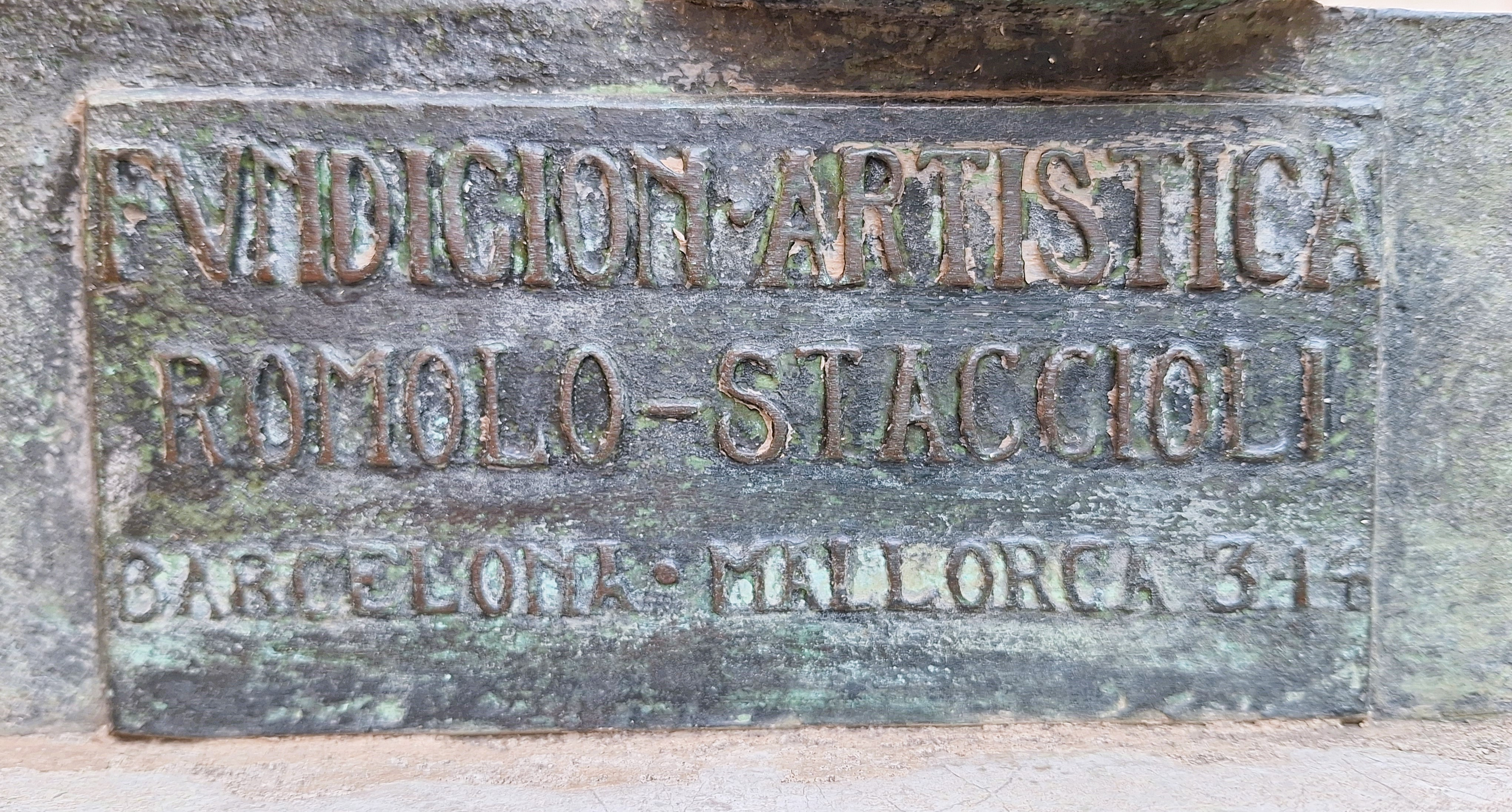
Marca de fonedor de Romolo Staccioli al peu de l'escultura de la font de la palangana, a Barcelona, obra d'Eduard Alentorn (1915)

Es va especialitzar en la fosa d'escultures en bronze mitjançant la tècnica de la cera perduda i també en l'execució o ampliació d'esbossos escultòrics o la reproducció d'obres escultòriques.
El seu taller estava situat al carrer Consell de Cent, 430,. També va tenir seu al carrer de Mallorca 314.
Va col·laborar amb alguns dels escultors més notables de la seva època tals com Josep Llimona Joan Borrell Nicolau, Eduard Alentorn o Pau Gargallo.
Al seu taller es van fondre algunes de les escultures del monument a Bécquer que es troba a Sevila (1911).
Va presentar una mostra de la seva obra a les exposicions oficials d'Art celebrades a Barcelona els anys 1918 i 1919.
Poc abans de 1924 va traspassar la seva foneria a Gabriel Bechini i se'n va entornar a Roma.
Coetàniament apareix documentat a Barcelona un pintor anomenat Hugo (o Ugo) Staccioli Balvetti, molt probablement familiar de Romolo. Hi va fer dues exposicions individuals, una a la Casa Busquets (1918) i l'altra a la sala d'exposicions dels Magatzems El Siglo (1923). Va participar així mateix en les exposicions municipals d'art dels anys 1918, 1919, 1920, 1921 i 1922. Hi ha obra seva al Museu Morera de Lleida.